# Sirab (ort)
Sirab är en ort i Azerbajdzjan.   Den ligger i kommunen Babek Rayon och distriktet Nachitjevan, i den sydvästra delen av landet, 400 km väster om huvudstaden Baku. Sirab ligger 1 075 meter över havet och antalet invånare är 2 661.
Terrängen runt Sirab är kuperad åt nordost, men åt sydväst är den platt. Närmaste större samhälle är Nachitjevan, 12,6 km sydväst om Sirab. 
Trakten runt Sirab består i huvudsak av gräsmarker. Runt Sirab är det ganska glesbefolkat, med 38 invånare per kvadratkilometer.